# Tetraponera binghami
Tetraponera binghami är en myrart som först beskrevs av Auguste-Henri Forel 1902.  Tetraponera binghami ingår i släktet Tetraponera och familjen myror.

## Underarter
Arten delas in i följande underarter:
- T. b. binghami
- T. b. lindgreeni